# Stemma di Israele
Lo stemma dello Stato di Israele (סמל מדינת ישראל in Ebraico) è costituito da uno scudo in campo azzurro bordato di bianco al cui interno è raffigurato una Menorah (ebraico: מנורה) fiancheggiata da due rametti d'olivo. Sotto la Menorah la scritta Israele in alfabeto ebraico.
Mentre lo sfondo dello scudo è sempre azzurro, la menorah, i rami d'ulivo e la scritta possono essere bianchi o dorati.

## Versioni

Usato sui portali dei siti web dal Governo
Usato sul sito web del Primo ministro
Usato sul sito web del Knesset
Usato sul sito web della Corte suprema (Inglese)
Usato sul sito web della Corte suprema (Ebraico)
Emblema e stendardo del Presidente di Israele